# Mud (groupe)
Pour les articles homonymes, voir Mud.
 (octobre 2020).
La mise en forme du texte ne suit pas les recommandations de Wikipédia : il faut le « wikifier ».
Les points d'amélioration suivants sont les cas les plus fréquents. Le détail des points à revoir est peut-être précisé sur la page de discussion.
- Les titres sont pré-formatés par le logiciel. Ils ne sont ni en capitales, ni en gras.
- Le texte ne doit pas être écrit en capitales (les noms de famille non plus), ni en gras, ni en italique, ni en « petit »…
- Le gras n'est utilisé que pour surligner le titre de l'article dans l'introduction, une seule fois.
- L'italique est rarement utilisé : mots en langue étrangère, titres d'œuvres, noms de bateaux, etc.
- Les citations ne sont pas en italique mais en corps de texte normal. Elles sont entourées par des guillemets français : « et ».
- Les listes à puces sont à éviter, des paragraphes rédigés étant largement préférés. Les tableaux sont à réserver à la présentation de données structurées (résultats, etc.).
- Les appels de note de bas de page (petits chiffres en exposant, introduits par l'outil «  Source ») sont à placer entre la fin de phrase et le point final[comme ça].
- Les liens internes (vers d'autres articles de Wikipédia) sont à choisir avec parcimonie. Créez des liens vers des articles approfondissant le sujet. Les termes génériques sans rapport avec le sujet sont à éviter, ainsi que les répétitions de liens vers un même terme.
- Les liens externes sont à placer uniquement dans une section « Liens externes », à la fin de l'article. Ces liens sont à choisir avec parcimonie suivant les règles définies. Si un lien sert de source à l'article, son insertion dans le texte est à faire par les notes de bas de page.
- La présentation des références doit suivre les conventions bibliographiques. Il est recommandé d'utiliser les modèles {{Ouvrage}}, {{Chapitre}}, {{Article}}, {{Lien web}} et/ou {{Bibliographie}}. Le mode d'édition visuel peut mettre en forme automatiquement les références.
- Insérer une infobox (cadre d'informations à droite) n'est pas obligatoire pour parachever la mise en page.

Pour une aide détaillée, merci de consulter Aide:Wikification.
Si vous pensez que ces points ont été résolus, vous pouvez retirer ce bandeau et améliorer la mise en forme d'un autre article.
Mud (maintenant Mud II ) est un groupe de glam rock anglais, formé en février 1966. Leur premier succès est venu dans un style pop, puis glam rock, tandis que par la suite ils ont été influencés par le rock and roll des années 1950; particulièrement dans leurs singles à succès « Tiger Feet (en) », qui était le single le plus vendu au Royaume-Uni en 1974, et « Lonely This Christmas (en) » qui atteint les Christmas number ones (en) en décembre 1974. Après avoir signé pour Rak Records et fait équipe avec les auteurs-compositeurs/producteurs Nicky Chinn et Mike Chapman, le groupe enregistre quatorze succès parmi les 20 meilleurs au Royaume-Uni entre 1973 et 1976, dont trois numéros un.

## Histoire
Le groupe est fondé par le guitariste principal Rob Davis (né Robert Berkeley Davis, le 1er octobre 1947, Carshalton, Surrey), le chanteur principal Les Gray (né Thomas Leslie Gray, le 9 avril 1946, Carshalton, Surrey; mort 21) Février 2004, Lagos, Portugal ), le batteur Dave Mount (né David George Mount, le 3 mars 1947, Carshalton; décédé le 2 décembre 2006 à l'hôpital St Helier, Carshalton  ) et le bassiste Ray Stiles (né Raymond John Stiles, 20 novembre 1946, Guildford, Surrey).

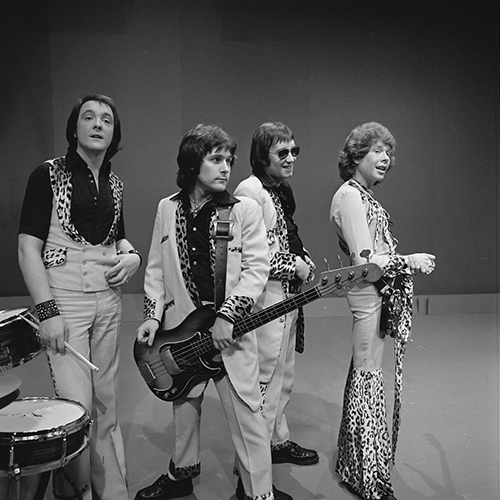
Mud dans TopPop dAVRO (émission de télévision néerlandaise) en 1974

Le groupe sort son premier single "Flower Power" sur CBS en 1967, mais ne perce pas immédiatement,,. Trois autres singles en 1967/68, "Up the Airy Mountain"/"The Latter Days", "Shangri-La" / "House on the Hill" et "Jumping Jehosophat" / "Won't Let It Go", ne font pas impression sur le UK Singles Chart.
Le groupe apparait sur le Basil Brush Show sur BBC TV, et tourne en soutien à Jack Jones. Après des années de singles infructueux, ils signent sur le label Rak de Mickie Most et remportent trois succès dans le Top 20 en 1973 avec "Crazy" (n ° 12), "Hypnosis" (n ° 16) et " Dyna-mite " (n ° 4).
Au sommet de leur carrière, ils savourent également les singles numéro un britannique avec " Tiger Feet "; et " Lonely This Christmas " (1974), un pastiche affectueux d' Elvis Presley ; plus " Oh Boy " (1975), une reprisee du succès de Buddy Holly, qui est également en vedette sur leur album Mud rock Volume 2. "Tiger Feet" se vend à plus de 500 000 exemplaires au Royaume-Uni et à un million d'exemplaires dans le monde.
Comme leurs contemporains Sweet, leur période la plus réussie est venue lorsque leurs disques ont été écrits et produits par Nicky Chinn et Mike Chapman: en 1975, ils avaient sept singles dans le Top 40 britannique totalisant plus de 45 semaines sur le palmarès, plus par n'importe quel artiste en 1975. "Oh Boy" est le seul single numéro un produit par Chinn et Chapman qu'ils n'écrivent pas également.
" Lonely This Christmas " est diffusé en saison à la radio et à la télévision britanniques (avec " Merry Xmas Everybody " de Slade et " I Wish It Could Be Christmas Everyday " de Wizzard ). Le groupe également embrasse l'engouement disco en plein essor, comme en témoigne son single de 1976 "Shake It Down" qui a atteint la 12e place du classement britannique. Après "Tiger Feet", ils sortent " The Cat Crept In " qui a atteint le n ° 2 en avril 1974, qui est écrit pour exploiter l'impression vocale de Les Gray de Presley. Leur prochain single "Rocket" atteint la sixième place au Royaume-Uni, après quoi ils sortent un autre morceau de leur album Mud Rock, une reprise de " In the Mood "; publié sous le nom de "Dum" ("Mud" épelé à l'envers), mais il ne réussit pas à percer dans les classements.
Après le succès avec "Lonely This Christmas", ils monopolisent le marché de la Saint Valentin avec "The Secrets That You Keep", qui atteignit la 3e place en février 1975. À cette époque, Mud met fin à leur contrat avec Rak en sortant trois autres singles, " Oh Boy " (leur troisième et dernier numéro 1 britannique), "Moonshine Sally" (numéro 10) et "One Night" (numéro 32). Mud se sépare également de Chinn et Chapman au milieu de 1975 et signe avec Private Stock (sous licence de Philips en Europe continentale). Là, ils apprécient trois autres succès britanniques du Top 20 en sept mois: "LL-Lucy" (n ° 10), la ballade "Show Me You're a Woman" (n ° 8) et le morceau d'influence disco "Shake It Down "(N ° 12). Les deux derniers singles les éloignent progressivement du glam rock, désormais démodé. Le claviériste Andy Ball, anciennement de Candlewick Green, rejoint le groupe brièvement pendant cette période, pour être remplacé au début de 1978 par Brian Tatum.
Leur dernier single à atteindre les charts britanniques est une reprise de la chanson de Bill Withers " Lean on Me " qui a atteint le n ° 7 au Royaume-Uni en décembre 1976; suivi par la version solo de Gray de " Groovy Kind of Love " sur Warner Bros., qui culmine au n ° 32 au Royaume-Uni.
En 1977, avec Private Stock en difficulté financière, le groupe déménage à RCA . Leur premier single sur ce label est "Slow Talking Boy", une chanson folk rock composée par John Kongos, et mettant en vedette Davis jouant une guitare-mandoline à 12 cordes Vox; ils interprètent cette chanson sur le Top of the Pops de BBC TV, mais sans récolter aucun succès dans les charts. Le prochain single de Mud, "(Just Try) A Little Tenderness", est leur dernière apparition sur n'importe quel palmarès national majeur, se classant n ° 98 en Australie. Trois autres singles, toutes les versions de couverture, suivent en 1978  avant que RCA ne laisse tomber le groupe et que Gray ne le quitte pour une carrière solo; le groupe original continue pendant un court moment avec la chanteuse Margo Buchanan à la place de Gray, libérant un single infructueux pour Carrere, avant de se dissoudre finalement en 1979.

## Dissolution et Mud II
Après la dissolution du groupe, Stiles rejoint les Hollies ; tandis que Davis co-écrit plusieurs succès dance très réussis pour Kylie Minogue et Spiller avec Sophie Ellis-Bextor . Drummer Mount se lance dans le secteur des assurances. Mount apparait dans un épisode de Never Mind the Buzzcocks sur BBC Two en novembre 2005, et figure dans la parade d'identification «spot the pop star of the past». Mount décède le 2 décembre 2006. Il s'était marié deux fois et avait travaillé comme vendeur dernièrement. Sa nécrologie parait dans le journal The Independent. La dernière représentation des quatre membres originaux a lieu le 3 mars 1990 au mariage de Dave Mount; un enregistrement vidéo est réalisé par Mount.
Après la séparation du groupe original en 1979, Gray reforme le groupe sous le nom de «Les Gray's Mud». La formation initiale comprend Stuart Amesbury (guitare rythmique) et Cherie Beck (choeurs) du Cherie Beck Band, basé à Bristol ; avec Dale Fry (basse), Rob John (batterie) et Nick Richie (guitare principale); les deux derniers sont remplacés en 1983 par le guitariste Tim Fish et le batteur Mark Hatwood respectivement. En 1985, un autre changement de composition d'équipe voit Amesbury, Beck et Fry quitter le groupe; avec la nouvelle composition d'équipe complétée par Kevin Fairburn à la basse.
En 1987, tous les membres à l'exception de Gray quittent le groupe et Gray fait venir le bassiste John Berry, le batteur Wole Rothe et le guitariste Syd Twynham comme remplaçants. Rothe et Twynham avaient tous deux été membres de Liquid Gold avant de rejoindre Mud. Cette formation dure jusqu'en 1998 lorsque Rothe est remplacé par Phil Wilson, et le groupe ne subit aucun autre changement jusqu'à la mort de Gray en 2004. Après le décès de Gray, les trois membres restants reçoivent la permission des autres membres fondateurs de Mud, plus celle de la famille de Gray, de continuer à utiliser le nom du groupe. Berry, Twynham et Wilson ensuite rebaptisent le groupe «Mud II» et recrutent le claviériste et collaborateur à long terme de Mud Chris Savage. L'année suivante, Berry quitte le groupe et est remplacé par Marc Michalski, créant la formation de groupe qui continue encore à ce jour.
Une version courte de "Tiger Feet" est jouée lors de la cérémonie d'ouverture des Jeux olympiques d'été de 2012.

## Personnel

### Membres
| Current members - Syd Twynham - lead guitar, vocals (1987–present) - Phil Wilson - drums, percussion (1998–present) - Chris Savage - keyboards (2004–present) - Marc Michalski - bass guitar (2005–present) | Former members - Rob Davis - lead guitar (1966-1979) - Les Gray - lead vocals, keyboards (1966-1978, 1980-2004; his death) - Dave Mount - drums, percussion (1966-1979; died 2006) - Ray Stiles - bass guitar, lead vocals (1966-1979) - Andy Ball - keyboards (1974-1976) - Margo Buchanan - lead vocals (1978-1979) - Stuart Amesbury - rhythm guitar (1980-1985) - Cherie Beck - backing vocals (1980-1985) - Dale Fry - bass guitar (1980-1985) - Rob John - drums, percussion (1980-1983) - Nick Richie - lead guitar (1980-1983) - Tim Fish - lead guitar (1983-1987) - Mark Hatwood - drums, percussion (1983-1987) - Kevin Fairburn - bass guitar (1985-1987) - John Berry - bass guitar (1987-2005) - Wole Rother - drums, percussion (1987-1998) |

## Discographie

### Albums
- Mud Rock (SRAK 508, 1974); UK No. 8 (35 weeks) // Germany No. 16 (16 weeks) // Austria No. 9 (8 weeks) 
  - "Rocket", "Do You Love Me", "Running Bear", "Hippy Hippy Shake", "Shake, Rattle and Roll", "Dyna-mite", "The Cat Crept In", "Tiger Feet" (last 3 in a medley), "End of the World", "Blue Moon", "In the Mood", "Bye Bye Johnny"[17] (Produced by Nicky Chinn and Mike Chapman)
- Mud Rock Volume 2 (SRAK 513, 1975); UK No. 6 (12 weeks) //Germany No. 34 (12 weeks)
  - "The Secrets That You Keep", "Living Doll", "One Night", "Tallahassee Lassie", "Let's Have a Party", "Tobacco Road", "Oh Boy", "I Love How You Love Me", "Hula Love", "Diana" (Produced by Nicky Chinn and Mike Chapman)
- Mud's Greatest Hits (1975); UK No. 25 (6 weeks) (compilation album) // Germany No. 43 (4 weeks)
  - "Dyna-mite", "Rocket", "The Secrets That You Keep", "The Cat Crept In", "One Night", "Oh Boy", "Tiger Feet", "Hypnosis", "Moonshine Sally", "Crazy" and "Lonely This Christmas"
- Use Your Imagination (1975); UK No. 33 (5 weeks)
  - "R.U. Man Enough?", "She's Got the Devil in Her Eyes", "Don't Knock It", "Maybe Tomorrow", "43792 (I'm Bustin' You)", "Hair of the Dog", "L'L'Lucy", "Show Me You're a Woman", "Bird Dog", "Use Your Imagination", "Under the Moon of Love" (Produced by Phil Wainman)
- It's Better Than Working (1976) (did not chart)
  - "It Don't Mean a Thing", "Beating Round the Bush", "I've Got a Song", "Sweet and Sour Lady", "All I've Got to Give", "Nite on the Tiles", "How Many Times?", "Don't Talk to Me", "Blagging Boogie Blues", "Vambo Rools", "Moving On" (Produced by Pip Williams)
- Mudpack (1977) (did not chart)
  - "Shake It Down", "It Don't Mean a Thing", "Under the Moon of Love", "Sweet and Sour Lady", "Show Me You're a Woman", "Beating Round the Bush", "L'L'Lucy", "Nite on the Tiles", "Use Your Imagination", "Lean on Me"
- Rock On (1978) (did not chart)
  - "Burn on Marlon", "Let Me Get (Close to You)", "Walk Right Back", "Who You Gonna Love", "Slow Talking Boy", "Careless Love", "Drift Away", "Gotta Good Reason", "Too Much of Nothing", "Cut Across Shorty" (Produced by Mud, Mike Hurst and Pip Williams)
- As You Like It (1979) (did not chart)
  - "Dream Lover", "It's a Show", "1-2-Love", "Heaven Was Meant for You", "As You Like It", "You’ll Like It", "So Fine", "Right Between the Eyes", "Touchdown", "Why Do Fools Fall in Love / Book of Love" (Produced by Mud)
- Mud featuring Les Gray (1982)
  - "The Night Has a Thousand Eyes", "(Let Me Be) Your Teddy Bear", "(Till) I Kissed You", "Save the Last Dance for Me", "Only Sixteen", "Sealed with a Kiss", "Lipstick on Your Collar", "From a Jack to a King", "My Boy Lollipop", "Ain't That a Shame", "Don't Ever Change", "Let's Dance", "Under the Boardwalk", "Itsy Bitsy Teeny Weeny Yellow Polka Dot Bikini", "Dream Lover", "She Wears Red Feathers", "Poetry in Motion", "Blueberry Hill", "Shakin' All Over", "Lucille"
- Let's Have a Party; (1990)
  - "Crazy", "Hypnosis", "Dyna-mite", "Tiger Feet", "The Cat Crept In", "Rocket", "Hippy Hippy Shake", "The Secrets That You Keep", "Oh Boy", "Moonshine Sally", "One Night", "Blue Moon", "End of the World", "Tallahassee Lassie", "Let's Have a Party", "Living Doll", "Diana", "In the Mood", "Hula Love", "Lonely This Christmas"[1]

### Singles
| Year | Titles (A-side, B-side),                                                   | Chart positions Weeks | Chart positions Weeks | Chart positions Weeks | Chart positions Weeks |
| Year | Titles (A-side, B-side),                                                   | UK                    | Germany               | Austria               | Switzerland           |
| ---- | -------------------------------------------------------------------------- | --------------------- | --------------------- | --------------------- | --------------------- |
| 1967 | "Flower Power" b/w "You're My Mother"                                      | -                     | -                     | -                     | -                     |
| 1968 | "Up the Airy Mountain" b/w "The Latter Days"                               | -                     | -                     | -                     | -                     |
| 1969 | "Shangri-La" b/w "House on the Hill"                                       | -                     | -                     | -                     | -                     |
| 1970 | "Jumping Jehosaphat" b/w "Won't Let It Go"                                 | -                     | -                     | -                     | -                     |
| 1973 | "Crazy" b/w "Do You Love Me"                                               | 12 12 w               | 40 1 w                | -                     | -                     |
| 1973 | "Hypnosis" b/w "Last Tango In London"                                      | 16 13 w               | -                     | -                     | -                     |
| 1973 | "Dyna-Mite" b/w "Do It All Over Again"                                     | 4 12 w                | 37 7 w                | -                     | -                     |
| 1974 | "Tiger Feet" b/w "Mr. Bagatelle"                                           | 1 11 w                | 6 20 w                | 6 16 w                | 5 10 w                |
| 1974 | "The Cat Crept In" b/w "Morning"                                           | 2 9 w                 | 5 14 w                | 12 4                  | -                     |
| 1974 | "Rocket" b/w "The Ladies"                                                  | 6 9 w                 | 8 20 w                | 3 16 w                | -                     |
| 1974 | "In the Mood" b/w "Watching the Clock" (released under the name Dum)       | -                     | -                     | -                     | -                     |
| 1974 | "Lonely This Christmas" b/w "I Can't Stand It"                             | 1 19 w                | -                     | -                     | -                     |
| 1975 | "The Secrets That You Keep" b/w "Still Watching The Clock"                 | 3 9 w                 | 28 3 w                | -                     | -                     |
| 1975 | "Oh Boy" b/w "Watching the Clock"                                          | 1 9 w                 | 2 23 w                | 5 16 w                | -                     |
| 1975 | "Moonshine Sally" b/w "Bye Bye Johnny"                                     | 10 7 w                | 8 12 w                | -                     | -                     |
| 1975 | "One Night" b/w "Shake, Rattle and Roll/See You Later Alligator (Medley)"  | 32 4 w                | 34 1 w                | -                     | -                     |
| 1975 | "Hula Love" b/w "Dyna-mite / The Cat Crept In / Tiger Feet (Medley)"       | -                     | 38 2 w                | -                     | -                     |
| 1975 | "L-L-Lucy" b/w "My Love Is Your Love"                                      | 10 6 w                | 19 13 w               | -                     | -                     |
| 1975 | "Show Me You're A Woman" b/w "Don't You Know"                              | 8 8 w                 | 43 2 w                | -                     | -                     |
| 1975 | "Use Your Imagination" b/w "My Love Is Your Love" released in Italy only   | -                     | -                     | -                     | -                     |
| 1976 | "Living Doll" b/w "Blue Moon" released in Germany only                     | -                     | -                     | -                     | -                     |
| 1976 | "Let's Have A Party" b/w "I Love How You Love Me" released in Germany only | -                     | -                     | -                     | -                     |
| 1976 | "Shake it Down" b/w "Laugh Live Love"                                      | 12 8 w                | 45 2 w                | -                     | -                     |
| 1976 | "Nite on the Tiles" b/w "Time and Again"                                   | -                     | -                     | -                     | -                     |
| 1976 | "Lean On Me" b/w "Greacian Lament"                                         | 7 9 w                 | -                     | -                     | -                     |
| 1977 | "Slow Talking Boy" b/w "Let Me Out"                                        | -                     | -                     | -                     | -                     |
| 1977 | "Just Try (A Little Tenderness)" b/w "Gives You The Good Times Now"        | -                     | -                     | -                     | -                     |
| 1977 | "Beating Around the Bush" b/w "Under the Moon of Love"                     | -                     | -                     | -                     | -                     |
| 1978 | "Cut Across Shorty" b/w "We've Got To Know"                                | -                     | -                     | -                     | -                     |
| 1978 | "Drift Away" b/w "Let Me Get (Close To You)"                               | -                     | -                     | -                     | -                     |
| 1978 | "Why Do Fools Fall In Love/Book of Love" b/w "Run Don't Walk"              | -                     | -                     | -                     | -                     |
| 1979 | "Drop Everything and Run" b/w "Taking the Easy Way Out"                    | -                     | -                     | -                     | -                     |
| 1979 | "You'll Like It" b/w "Can't Stop"                                          | -                     | -                     | -                     | -                     |
| 1980 | "Rico" b/w "Make a Buck" (released under the name Ring)                    | -                     | -                     | -                     | -                     |
| 1983 | "Lipstick On Your Collar" b/w "Don't Ever Change"                          | -                     | -                     | -                     | -                     |
| 1985 | "Lonely This Christmas (re-issue)" b/w "I Can't Stand It"                  | -                     | -                     | -                     | -                     |

### Liste des chansons
| Song                                                     | Writer(s)                                                                                         | Time               | Album                             | Producer                         | Year | Other                                                             |
| -------------------------------------------------------- | ------------------------------------------------------------------------------------------------- | ------------------ | --------------------------------- | -------------------------------- | ---- | ----------------------------------------------------------------- |
| 1-2-Love                                                 | Ray Stiles, Rob Davis                                                                             | 2:36               | As you like it                    | Mud                              | 1979 |                                                                   |
| 43792 (I'm Bustin' You)                                  | John Goodison                                                                                     | 2:50               | Use Your Imagination              | Phil Wainman                     | 1975 |                                                                   |
| Ain't That a Shame                                       | Antoine Domino, Dave Bartholomew                                                                  | 2:32               | Mud featuring Les Gray            | unknown                          | 1982 |                                                                   |
| All I've Got To Give                                     | Ray Stiles, Rob Davis                                                                             | 4:33               | It's Better Than Working          | Pip Williams                     | 1976 |                                                                   |
| As You Like It                                           | Ray Stiles, Rob Davis                                                                             | 3:08               | As you like it                    | Mud                              | 1979 |                                                                   |
| Beating Around the Bush (single version)                 | Ray Stiles, Rob Davis                                                                             | 2:54               | It's Better Than Working (CD)     | Pip Williams                     | 1976 | A-side of Under the Moon of Love                                  |
| Beating Around the Bush (album version)                  | Ray Stiles, Rob Davis                                                                             | 3:35               | It's Better Than Working          | Pip Williams                     | 1976 |                                                                   |
| Bird Dog                                                 | Boudleaux Bryant                                                                                  | 3:54               | Use Your Imagination              | Phil Wainman                     | 1975 |                                                                   |
| Blagging Boogie Blues                                    | Andy Ball, A. Coates                                                                              | 2:51               | It's Better Than Working          | Pip Williams                     | 1976 |                                                                   |
| Blue Moon                                                | Richard Rodgers, Lorenz Hart                                                                      | 2:20               | Mud Rock (LP)                     | Nicky Chinn, Mike Chapman        | 1974 | B-side of Living Doll                                             |
| Blueberry Hill                                           | Vincent Rose                                                                                      | 2:51               | Mud featuring Les Gray            | unknown                          | 1982 |                                                                   |
| Book of Love (medley version)                            | Warren Davis, George Malone, Charles Patrick                                                      | 1:37               | As You Like It                    | Mud                              | 1978 | A-side of Run Don't Walk                                          |
| Burn On Marlon                                           | Ray Stiles, Rob Davis                                                                             | 2:54               | Rock On                           | Mud                              | 1978 |                                                                   |
| Bye Bye Johnny                                           | Chuck Berry (single version)                                                                      | 4:55               | ?                                 | Nicky Chinn, Mike Chapman        | 1975 | B-side of Moonshine Sally                                         |
| Bye Bye Johnny                                           | Chuck Berry (album version)                                                                       | 5:28               | Mud Rock (LP)                     | Nicky Chinn, Mike Chapman        | 1974 |                                                                   |
| Can't Stop                                               | Ray Stiles, Rob Davis                                                                             | 2:54               | Off The Rak - The Singles 1975-79 | Mud                              | 1979 | B-side of You'll Like It                                          |
| Careless Love                                            | Trad. Arr. Mud                                                                                    | 3:38               | Rock On                           | Mud and Mike Hurst               | 1978 |                                                                   |
| Crazy                                                    | Nicky Chinn, Mike Chapman                                                                         | 3:11               | Mud's Greatest Hits               | Nicky Chinn, Mike Chapman        | 1973 | A-side of Do You Love Me                                          |
| Cut Across Shorty                                        | Marijohn Wilkin, Wayne P. Walker                                                                  | 2:30               | Rock On                           | Mud                              | 1978 | A-side of '"We've Got To Know                                     |
| Diana                                                    | Paul Anka                                                                                         | 3:59               | Mud Rock Volume 2                 | Nicky Chinn, Mike Chapman        | 1975 |                                                                   |
| Do It All Over Again                                     | Gray, Mount, Stiles, Davies                                                                       | 2:37               | Mud Rock (CD)                     | Nicky Chinn, Mike Chapman        | 1973 | B-side of Dyna-Mite                                               |
| Do You Love Me                                           | Nicky Chinn, Mike Chapman                                                                         | 3:13               | Mud Rock (CD)                     | Nicky Chinn, Mike Chapman        | 1973 | B-side of Crazy                                                   |
| Do you love me / Sha-La-La-La-Lee (medley)               | Berry Gordy, Jr.                                                                                  | 1:35 1:37          | Mud Rock (LP)                     | Nicky Chinn, Mike Chapman        | 1974 | together with "Sha-La-La-La-Lee"                                  |
| Do you love me (medley version)                          | Berry Gordy, Jr.                                                                                  | 1:35               | Mud Rock (LP)                     | Nicky Chinn, Mike Chapman        | 1974 | together with "Do yyou love me"                                   |
| Don't Ever Change                                        | Gerry Goffin, Carole King                                                                         | 3:03               | Mud featuring Les Gray            | Steve Colyer                     | 1983 | B-side of Lipstick On Your Collar                                 |
| Don't Knock It                                           | Ray Stiles, Rob Davis                                                                             | 3:02               | Use Your Imagination              | Phil Wainman                     | 1975 |                                                                   |
| Don't Talk To Me                                         | Ray Stiles, Rob Davis                                                                             | 3:46               | It's Better Than Working          | Pip Williams                     | 1976 |                                                                   |
| Don't You Know                                           | Ray Stiles, Rob Davis                                                                             | 3:03               | Off The Rak - The Singles 1975-79 | Rob Davis                        | 1975 | B-side of Show Me You're A Woman                                  |
| Dream Lover                                              | Bobby Darin                                                                                       | 3:28               | As you like it                    | Mud                              | 1979 |                                                                   |
| Drift Away                                               | Mentor Williams                                                                                   | 3:44               | Rock On                           | Mud                              | 1978 | A-side of Let Me Get (Close To You)                               |
| Drop Everything and Run                                  | Graham Foster, Pete Wingfield, Mike Vernon                                                        | 2:54               | ?                                 | John Sinclair                    | 1979 | A-side of Taking the Easy Way Out                                 |
| Dyna-mite                                                | Nicky Chinn, Mike Chapman                                                                         | 2:56               | Mud's Greatest Hits               | Nicky Chinn, Mike Chapman        | 1973 | A-side of Do It All Over Again                                    |
| Dyna-mite / The Cat Crept In / Tiger Feet (Medley)       | Nicky Chinn, Mike Chapman                                                                         | 5:03               | Mud Rock (LP)                     | Nicky Chinn, Mike Chapman        | 1975 | B-side of Hula Love                                               |
| Dyna-mite (medley version)                               | Nicky Chinn, Mike Chapman                                                                         | 1:18               | Mud Rock (LP)                     | Nicky Chinn, Mike Chapman        | 1974 | together with "The Cat Crept In" and "Tiger feet"                 |
| Flower Power                                             | Rob Davis                                                                                         | 2:58               | The Singles '67 ● '78             | Mike Smith                       | 1967 | A-side of You're My Mother                                        |
| From a Jack to a King                                    | Ned Miller                                                                                        | 2:47               | Mud featuring Les Gray            | unknown                          | 1982 |                                                                   |
| Gives You The Good Times Now                             | Ray Stiles, Rob Davis                                                                             | 3:20               | Off The Rak - The Singles 1975-79 | Pip Williams                     | 1977 | B-side of Just Try (A Little Tenderness)                          |
| Gotta Good Reason                                        | Ray Stiles, Rob Davis                                                                             | 3:18               | Rock On                           | Pip Williams                     | 1978 |                                                                   |
| Greacian Lament                                          | Rob Davis                                                                                         | 2:34               | It's Better Than Working! (CD)    | Pip Williams                     | 1976 | B-side of Lean On Me                                              |
| Hair Of The Dog                                          | Dave Mount, David Mindel                                                                          | 3:12               | Use Your Imagination              | Phil Wainman                     | 1975 |                                                                   |
| Heaven Was Meant For You                                 | Tatum                                                                                             | 3:18               | As you like it                    | Mud                              | 1979 |                                                                   |
| House on the Hill                                        | Rob Davis A. Carpenter J.Tilton                                                                   | 2:38               | The Singles '67 ● '78             | unknown                          | 1969 | B-side of Shangri-La                                              |
| How Many Times?                                          | Dave Mount, Alan Blakley                                                                          | 4:02               | It's Better Than Working          | Pip Williams                     | 1976 |                                                                   |
| Hula Love                                                | Buddy Knox                                                                                        | 3:56               | Mud Rock Volume 2                 | Nicky Chinn, Mike Chapman        | 1975 | A-side of Dyna-mite / The Cat Crept In / Tiger Feet (Medley)      |
| Hypnosis                                                 | Nicky Chinn, Mike Chapman                                                                         | 2:48               | Mud's Greatest Hits               | Nicky Chinn, Mike Chapman        | 1973 | A-side of Last Tango In London                                    |
| I Can't Stand It                                         | Gray, Mount, Davis, Stiles                                                                        | 2:41               | The Singles '67 ● '78             | Nicky Chinn, Mike Chapman        | 1974 | B-side of Lonely This Christmas                                   |
| I Love How You Love Me                                   | Barry Mann, Larry Kolber                                                                          | 3:05               | Mud Rock Volume 2                 | Nicky Chinn, Mike Chapman        | 1975 | B-side of Let's Have A Party                                      |
| I've Got A Song                                          | Ray Stiles, Rob Davis                                                                             | 3:58               | It's Better Than Working          | Pip Williams                     | 1976 |                                                                   |
| In the Mood                                              | Andy Razaf , Joe Garland                                                                          | 3:39               | Mud Rock (LP)                     | Nicky Chinn, Mike Chapman        | 1974 | A-side of Watching the Clock, (released under the name Dum)       |
| It Don't Mean A Thing                                    | Ray Stiles, Rob Davis                                                                             | 3:33               | It's Better Than Working          | Pip Williams                     | 1976 |                                                                   |
| It's A Show                                              | Ray Stiles, Rob Davis                                                                             | 3:41               | As you like it                    | Mud                              | 1979 |                                                                   |
| Itsy Bitsy Teeny Weeny Yellow Polka Dot Bikini           | Paul Vance, Lee Pockriss                                                                          | 2:22               | Mud featuring Les Gray            | unknown                          | 1982 |                                                                   |
| Jumping Jehosaphat                                       | Mitch Murray, Peter Callander                                                                     | 2:28               | The Singles '67 ● '78             | City Hall Ltd.                   | 1970 | A-side of Won't Let It Go                                         |
| Just Try (A Little Tenderness)                           | Ray Stiles, Rob Davis                                                                             | 3:41               | Off The Rak - The Singles 1975-79 | Pip Williams                     | 1977 | A-side of Gives You The Good Times Now                            |
| L-L-Lucy                                                 | Ray Stiles, Rob Davis                                                                             | 2:59               | Use Your Imagination              | Phil Wainman                     | 1975 | A-side of My Love Is Your Love                                    |
| Last Tango In London                                     | Nicky Chinn, Mike Chapman                                                                         | 3:03               | Mud Rock (CD)                     | Nicky Chinn, Mike Chapman        | 1973 | B-side of Hypnosis                                                |
| Laugh Live Love                                          | Ray Stiles, Rob Davis                                                                             | 3:49               | It's Better Than Working (CD)     | Pip Williams                     | 1976 | B-side of Shake it Down                                           |
| Lean On Me (single version)                              | Bill Withers                                                                                      | 4:30               | ?                                 | Pip Williams                     | 1976 | A-side of Greacian Lament                                         |
| Lean On Me (album version)                               | Bill Withers                                                                                      | 4:54               | It's Better Than Working! (CD)    | Pip Williams                     | 1976 |                                                                   |
| (Let Me Be Your) Teddy Bear                              | Kal Mann, Bernie Lowe                                                                             | 2:05               | Mud featuring Les Gray            | unknown                          | 1982 |                                                                   |
| Let Me Get (Close To You)                                | Ray Stiles, Rob Davis                                                                             | 2:52               | Rock On                           | Pip Williams bzw mike hurst (LP) | 1978 | B-side of Drift Away                                              |
| Let Me Out                                               | Ray Stiles, Rob Davis                                                                             | 2:33               | Off The Rak - The Singles 1975-79 | Pip Williams                     | 1977 | B-side of Slow Talking Boy                                        |
| Let's Dance                                              | Jim Lee                                                                                           | 3:03               | Mud featuring Les Gray            | unknown                          | 1982 |                                                                   |
| Let's Have A Party                                       | Jessie Mae Robinson                                                                               | 2:16               | Mud Rock Volume 2                 | Nicky Chinn, Mike Chapman        | 1975 | A-side of I Love How You Love Me                                  |
| Lipstick On Your Collar                                  | George Goehring, Edna Lewis                                                                       | 2:36               | Mud featuring Les Gray            | Steve Colyer                     | 1983 | A-side of Don't Ever Change                                       |
| Living Doll                                              | Lionel Bart                                                                                       | 2:53               | Mud Rock Volume 2                 | Nicky Chinn, Mike Chapman        | 1975 | A-side of Blue Moon                                               |
| Lollipop                                                 | Beverly Ross, Julius Dixson                                                                       | 2:05               | Mud featuring Les Gray            | unknown                          | 1982 |                                                                   |
| Lonely This Christmas                                    | Nicky Chinn, Mike Chapman                                                                         | 3:31               | Mud's Greatest Hits               | Nicky Chinn, Mike Chapman        | 1974 | A-side of I Can't Stand It                                        |
| Lucille                                                  | Albert Collins, Little Richard                                                                    | 3:00               | Mud featuring Les Gray            | unknown                          | 1982 |                                                                   |
| Make a Buck                                              | Ray Stiles, Rob Davis, Margo Buchanan                                                             | 3:46               | ?                                 | Freddy Cannon, Mark Robbins      | 1980 | B-side of Rico, (released under the name Ring)                    |
| Maybe Tomorrow                                           | Ray Stiles, Rob Davis                                                                             | 3:21               | Use Your Imagination              | Phil Wainman                     | 1975 |                                                                   |
| Moonshine Sally                                          | Nicky Chinn, Mike Chapman                                                                         | 3:19               | Mud's Greatest Hits               | Nicky Chinn, Mike Chapman        | 1975 | A-side of Bye Bye Johnny                                          |
| Morning                                                  | Gray, Mount, Stiles, Davies                                                                       | 2:55               | Mud Rock (CD)                     | Nicky Chinn, Mike Chapman        | 1974 | B-side of The Cat Crept In                                        |
| Moving On                                                | Ray Stiles, Rob Davis, B. Dunning                                                                 | 3:23               | It's Better Than Working          | Pip Williams                     | 1976 |                                                                   |
| Mr. Bagatelle                                            | Gray, Mount, Stiles, Davies                                                                       | 3:14               | Mud Rock (CD)                     | Nicky Chinn, Mike Chapman        | 1974 | B-side of Tiger Feet                                              |
| My Love Is Your Love                                     | Ray Stiles, Rob Davis                                                                             | 2:53               | Off The Rak - The Singles 1975-79 | Phil Wainman                     | 1975 | B-side of L-L-Lucy and Use Your Imagination                       |
| Nite on the Tiles (single version)                       | Ray Stiles, Rob Davis                                                                             | 3:12               | Off The Rak - The Singles 1975-79 | Pip Williams                     | 1976 | A-side of Time and Again                                          |
| Nite on the Tiles (album version)                        | Ray Stiles, Rob Davis                                                                             | 3:29               | It's Better Than Working          | Pip Williams                     | 1976 |                                                                   |
| Oh Boy                                                   | Sonny West, Bill Tilghman, Norman Petty                                                           | 2:51               | Mud Rock Volume 2                 | Nicky Chinn, Mike Chapman        | 1975 | A-side of Watching the Clock                                      |
| One Night                                                | Dave Bartholomew, Pearl King, Anita Steinman                                                      | 2:55               | Mud Rock Volume 2                 | Nicky Chinn, Mike Chapman        | 1975 | A-side of Shake, Rattle and Roll/See You Later Alligator (Medley) |
| Only Sixteen                                             | Sam Cooke                                                                                         | 2:22               | Mud featuring Les Gray            | unknown                          | 1982 |                                                                   |
| Poetry in Motion                                         | Mike Anthony Paul Kaufman                                                                         | 2:40               | Mud featuring Les Gray            | unknown                          | 1982 |                                                                   |
| R. U. Man Enough                                         | Ray Stiles, Rob Davis, Barry Dunning                                                              | 3:35               | Use Your Imagination              | Phil Wainman                     | 1975 |                                                                   |
| Rico                                                     | Dave Hacker, Dave Heap, Keith Wilford                                                             | 3:51               | ?                                 | Freddy Cannon, Mark Robbins      | 1980 | A-side of Make a Buck, (released under the name Ring)             |
| Right Between The Eyes                                   | Ray Stiles, Rob Davis                                                                             | 3:03               | As you like it                    | Mud                              | 1979 |                                                                   |
| Rocket                                                   | Nicky Chinn, Mike Chapman                                                                         | 4:06               | Mud Rock                          | Nicky Chinn, Mike Chapman        | 1974 | A-side of The Ladies                                              |
| Run Don't Walk                                           | Ray Stiles, Rob Davis                                                                             | 2:06               | Rock On / As You Like It          | Mud                              | 1978 | B-side of Why Do Fools Fall In Love/Book of Love                  |
| Running Bear                                             | J. P. Richardson                                                                                  | 4:19               | Mud Rock (LP)                     | Nicky Chinn, Mike Chapman        | 1974 |                                                                   |
| Save the Last Dance for Me                               | Doc Pomus, Mort Shuman                                                                            | 3:09               | Mud featuring Les Gray            | unknown                          | 1982 |                                                                   |
| Sealed with a Kiss                                       | Peter Udell, Gary Geld                                                                            | 3:00               | Mud featuring Les Gray            | unknown                          | 1982 |                                                                   |
| See You Later, Alligator (medley version)                | Robert Guidry                                                                                     | 2:30               | Mud Rock (LP)                     | Nicky Chinn, Mike Chapman        | 1974 | together with "Shake, Rattle and Roll"                            |
| Sha-La-La-La-Lee (medley version)                        | Kenny Lynch Mort Shuman                                                                           | 1:37               | Mud Rock (LP)                     | Nicky Chinn, Mike Chapman        | 1974 | together with "Do you love me"                                    |
| Shake it Down                                            | Ray Stiles, Rob Davis                                                                             | 3:50               | Mudpack                           | Pip Williams                     | 1976 | A-side of Laugh Live Love                                         |
| Shake, Rattle and Roll/ See You Later Alligator (Medley) | Charles E. Calhoun a.k.a. Jesse Stone Robert Guidry                                               | 3:59               | Mud Rock (LP) -                   | Nicky Chinn, Mike Chapman        | 1975 | B-side of One Night                                               |
| Shake, Rattle and Roll / (medley version)                | Charles E. Calhoun a.k.a. Jesse Stone                                                             | 1:29               | Mud Rock (LP)                     | Nicky Chinn, Mike Chapman        | 1974 | together with "See You Later, Alligator"                          |
| Shakin' All Over                                         | Frederick Heath a.k.a Johnny Kidd, Guy Robinson                                                   | 2:57               | Mud featuring Les Gray            | unknown                          | 1982 |                                                                   |
| Shangri-La                                               | M. Antony                                                                                         | 2:46               | The Singles '67 ● '78             | unknown                          | 1969 | A-side of House on the Hill                                       |
| (She Got) The Devil In Her Eyes                          | John Goodison                                                                                     | 2:36               | Use Your Imagination              | Phil Wainman                     | 1975 |                                                                   |
| She Wears Red Feathers                                   | Bob Merrill                                                                                       | 3:12               | Mud featuring Les Gray            | unknown                          | 1982 |                                                                   |
| Show Me You're A Woman (single version)                  | Phil Wainman, John Goodison                                                                       | 4:07               | ?                                 | Phil Wainman                     | 1975 | A-side of Don't You Know                                          |
| Show Me You're A Woman (album version)                   | Phil Wainman, John Goodison                                                                       | 4:30               | Use Your Imagination              | Phil Wainman                     | 1975 |                                                                   |
| Slow Talking Boy                                         | Kangos, Leroy                                                                                     | 4:11               | Rock On                           | Pip Williams                     | 1977 | A-side of Let Me Out                                              |
| So Fine                                                  | Johnny Otis                                                                                       | 3:35               | As you like it                    | Mud                              | 1979 |                                                                   |
| Still Watching The Clock                                 | Gray, Mount, Davis, Stiles                                                                        | 2:47               | The Singles '67 ● '78             | Nicky Chinn, Mike Chapman        | 1975 | B-side of The Secrets That You Keep                               |
| Sweet And Sour Lady                                      | Pip Williams, Peter Hutchins                                                                      | 3:28               | It's Better Than Working          | Pip Williams                     | 1976 |                                                                   |
| Taking the Easy Way Out                                  | Ray Stiles, Rob Davis                                                                             | 3:00               | ?                                 | John Sinclair                    | 1979 | B-side of Drop Everything and Run                                 |
| Tallahassee Lassie                                       | Bob Crewe, Frank Slay, Frederick Picariello                                                       | 3:19               | Mud Rock Volume 2                 | Nicky Chinn, Mike Chapman        | 1975 |                                                                   |
| The Cat Crept In                                         | Nicky Chinn, Mike Chapman                                                                         | 3:58               | Mud's Greatest Hits               | Nicky Chinn, Mike Chapman        | 1974 | A-side of Morning                                                 |
| The Cat Crept In (medley version)                        | Nicky Chinn, Mike Chapman                                                                         | 1:20               | Mud Rock (LP)                     | Nicky Chinn, Mike Chapman        | 1974 | together with "Dyna-mite" and "Tiger feet"                        |
| The End of the World                                     | Arthur Kent, Sylvia Dee                                                                           | 4:02               | Mud Rock (LP)                     | Nicky Chinn, Mike Chapman        | 1974 |                                                                   |
| The Hippy Hippy Shake                                    | Chan Romero                                                                                       | 2:31               | Mud Rock (LP)                     | Nicky Chinn, Mike Chapman        | 1974 |                                                                   |
| The Ladies                                               | Gray, Mount, Stiles, Davies                                                                       | 3:44               | Mud Rock (CD)                     | Nicky Chinn, Mike Chapman        | 1974 | B-side of Rocket                                                  |
| The Latter Days                                          | Rob Davis                                                                                         | 2:16               | The Singles '67 ● '78             | Mike Smith                       | 1968 | B-side of Up the Airy Mountain                                    |
| The Night Has a Thousand Eyes                            | Benjamin Weisman, Dorothy Wayne, Marilyn Garrett                                                  | 2:42               | Mud featuring Les Gray            | unknown                          | 1982 |                                                                   |
| The Secrets That You Keep                                | Nicky Chinn, Mike Chapman                                                                         | 3:11               | Mud Rock Volume 2                 | Nicky Chinn, Mike Chapman        | 1975 | A-side of Still Watching The Clock                                |
| Tiger Feet                                               | Nicky Chinn, Mike Chapman                                                                         | 3:50               | Mud's Greatest Hits               | Nicky Chinn, Mike Chapman        | 1974 | A-side of Mr. Bagatelle                                           |
| Tiger Feet (medley version)                              | Nicky Chinn, Mike Chapman                                                                         | 2:25               | Mud Rock (LP)                     | Nicky Chinn, Mike Chapman        | 1974 | together with "Dyna-mite" and "The Cat Crept In"                  |
| (Till) I Kissed You                                      | Don Everly                                                                                        | 2:27               | Mud featuring Les Gray            | unknown                          | 1982 |                                                                   |
| Time and Again                                           | Ray Stiles, Rob Davis                                                                             | 3:09               | Off The Rak - The Singles 1975-79 | Pip Williams                     | 1976 | B-side of Nite on the Tiles                                       |
| Tobacco Road                                             | John D. Loudermilk                                                                                | 3:27               | Mud Rock Volume 2                 | Nicky Chinn, Mike Chapman        | 1975 |                                                                   |
| Too Much Of Nothing                                      | Ray Stiles, Rob Davis                                                                             | 3:53               | Rock On                           | Mud                              | 1978 |                                                                   |
| Touchdown                                                | Randall                                                                                           | 3:21               | As you like it                    | Mud                              | 1979 |                                                                   |
| Under the Boardwalk                                      | Kenny Young, Arthur Resnick                                                                       | 3:46               | Mud featuring Les Gray            | unknown                          | 1982 |                                                                   |
| Under the Moon of Love                                   | Curtis Lee, Tommy Boyce                                                                           | 4:00               | Use Your Imagination              | Phil Wainman                     | 1976 | B-side of Beating Around the Bush                                 |
| Up the Airy Mountain                                     | Rob Davis                                                                                         | 2:29               | The Singles '67 ● '78             | Mike Smith                       | 1968 | A-side of "The Latter Days                                        |
| Use Your Imagination                                     | Ray Stiles, Rob Davis                                                                             | 4:54               | ?                                 | Phil Wainman                     | 1975 |                                                                   |
| Use Your Imagination (single version)                    | Ray Stiles, Rob Davis                                                                             | 3:50               | Use Your Imagination              | Phil Wainman                     | 1975 | A-side of My Love Is Your Love                                    |
| Vambo Rools                                              | Pip Williams, Peter Hutchins                                                                      | 4:05               | It's Better Than Working          | Pip Williams                     | 1976 |                                                                   |
| Walk Right Back                                          | Sonny Curtis                                                                                      | 3:05               | Rock On                           | Mud                              | 1978 |                                                                   |
| Watching the Clock                                       | Dum=Mud                                                                                           | 2:07               | Mud Rock (CD)                     | Nicky Chinn, Mike Chapman        | 1974 | B-side of In the Mood, (Dum) B-side of Oh Boy (Mud)               |
| We've Got To Know                                        | Ray Stiles, Rob Davis                                                                             | 3:20               | Off The Rak - The Singles 1975-79 | Mud                              | 1978 | B-side of Cut Across Shorty                                       |
| Who You Gonna Love                                       | Ray Stiles, Rob Davis                                                                             | 3:47               | Rock On                           | Mud and Mike Hurst               | 1978 |                                                                   |
| Why Do Fools Fall In Love/ Book of Love                  | Frankie Lymon, Herman Santiago, Jimmy Merchant ----- Warren Davis, George Malone, Charles Patrick | 1:20 --- 1:37 2:57 | As You Like It                    | Mud                              | 1978 | A-side of Run Don't Walk                                          |
| Why Do Fools Fall In Love (medley version)               | Frankie Lymon, Herman Santiago, Jimmy Merchant                                                    | 1:20               | As You Like It                    | Mud                              | 1978 | A-side of Run Don't Walk                                          |
| Won't Let (It) Go                                        | Rob Davis, Dave Mount, Carpenter                                                                  | 2:50               | The Singles '67 ● '78             | City Hall Ltd.                   | 1970 | B-side of Jumping Jehosaphat                                      |
| You'll Like It                                           | Ray Stiles, Rob Davis                                                                             | 3:00               | As You Like It                    | Mud                              | 1979 | A-side of Can't Stop                                              |
| You're My Mother                                         | Rob Davis                                                                                         | 2:30               | The Singles '67 ● '78             | Mike Smith                       | 1967 | B-side of Flower Power                                            |

#### Chansons instrumentales
- Greacian Lament
- In the mood
- Run Don't Walk
- Still Watching The Clock
- Watching The Clock

#### Chansons de Mud reprise par d'autres
| Song                    | Writer(s)                                  | First artist          | Name                             | Album                                       | Year | Other |
| ----------------------- | ------------------------------------------ | --------------------- | -------------------------------- | ------------------------------------------- | ---- | ----- |
| Crazy                   | Nicky Chinn, Mike Chapman                  | Markku Aro            | Jestas sentään (Finnish)         | Niin Käy Kun Rakastuu                       | 1973 |       |
| Drop Everything And Run | Mike Vernon, Pete Wingfield, Graham Foster | Dr. Feelgood          | Drop Everything And Run          | Let It Roll                                 | 1979 |       |
| Dyna-mite               | Nicky Chinn, Mike Chapman                  | Blue Jerry & The Band | Dynamite                         | This Is Blue Jerry And (The Band) Anno 1975 | 1975 |       |
| Jumping Jehosaphat      | Mitch Murray, Peter Callander              | Allondee              | Jumping Jehosaphat               |                                             | 1970 |       |
| Lonely This Christmas   | Nicky Chinn, Mike Chapman                  | John Holt             | Lonely This Christmas            | The Reggae Christmas Hits Album             | 1986 |       |
| Rocket                  | Nicky Chinn, Mike Chapman                  | Dominik               | Rocket                           |                                             | 1974 |       |
| Show Me You're A Woman  | John Goodison, Phil Wainman                | Piece Of Cake         | Show Me You're A Woman           |                                             | 1998 |       |
| Slow Talking Boy        | Kangos, Leroy                              | Richard Essex         | Das Mädchen trägt Jeans (German) |                                             | 1977 |       |
| Tiger Feet              | Nicky Chinn, Mike Chapman                  | Coconuts              | Von dir zu mir (German)          |                                             | 1974 |       |